# More ABBA Gold: More ABBA Hits
More ABBA Gold: More ABBA Hits – kompilacja szwedzkiego zespołu ABBA wydana w 1993. Płytę wydano rok po sukcesie albumu ABBA Gold: Greatest Hits. ABBA Gold zawiera dwadzieścia mniej znanych utworów kwartetu. Dzięki składance, światło dzienne ujrzała piosenka „I Am the City”, nagrana w 1982.
W 2008 roku po sukcesie filmu „Mamma Mia!”, album More ABBA Gold: More ABBA Hits wydano ponownie.

## Lista piosenek
1. „Summer Night City” (1978) – 3:34
2. „Angeleyes” (1979) – 4:20
3. „The Day Before You Came” (1982) – 5:51
4. „Eagle” (1977) – 4:26
5. „I Do, I Do, I Do, I Do, I Do” (1975) (Anderson, Andersson, Ulvaeus) – 3:16
6. „So Long” (1974) – 3:06
7. „Honey, Honey” (1974) (Anderson, Andersson, Ulvaeus) – 2:55
8. „The Visitors” (1981) 1993 edition: edited – 4:27, 1999 edition and subsequent reissues: – 5:47
9. „Our Last Summer” (1980) – 4:19
10. „On and On and On” (1980) – 3:38
11. „Ring Ring” (1973) (Anderson, Andersson, Ulvaeus, Neil Sedaka & Phil Cody) – 3:03
12. „I Wonder (Departure)” (1977) (Anderson, Andersson, Ulvaeus) – 4:37
13. „Lovelight” (1979) – 3:48
14. „Head Over Heels” (1981) – 3:45
15. „When I Kissed the Teacher” (1976) – 3:01
16. „I Am the City” (1993) – 4:01
17. „Cassandra” (1982) – 4:50
18. „Under Attack” (1982) – 3:48
19. „When All Is Said and Done” (1981) – 3:18
20. „The Way Old Friends Do” (1980) – 2:53